# پرس، کاندل
پرس (به انگلیسی: Purse Caundle) یک روستا و محله مدنی در بریتانیا است که در West Dorset واقع شده‌است. پرس ۹۰ نفر جمعیت دارد.